# 360 Gamer
A 360 Gamer egy brit székhelyű Xbox 360 játékkonzollal és arra megjelenő játékokkal foglalkozó magazin, amit 2005 októbere óta ad ki az Uncooked Media (az újság testvérlapjának; a Play Gamernek, valamint a Fighting Spiritnak és a Neonak a kiadója). 

## Formátum
A 132 oldalas újság volt az első Xbox 360 folyóirat, amely háromhetente jelent meg ellentétben a vetélytársai által preferált havonta történő megjelenéssel (2009-től a 360 követi a 360 Gamer példáját és háromhetente jelenik meg). Az újság az alapítása óta a „mags in bags” irányzatot követi (az újság egy tasakba van csomagolva egy olcsón előállított DVD-vel és/vagy tippkönyvvel), amit a rivális Highbury Entertainment és az Imagine Publishing kiadók tettek népszerűvé. Ennek köszönhetően az újság jóval alacsonyabb áron férhető hozzá, mint a riválisai (jelenleg 2,99 fontos áron, a 2009 novemberi 2,89 fontos árról történő áremelés következtében). 

## Szerkesztők
A 360 Gamer szerkesztői veteránnak számítanak a brit videojátékos újságírásban; köztük Simon Phillips szerkesztővel (korábban a GamesTM, a 360 és az X360 szerkesztője), James Denton helyettes szerkesztővel (az XBM szerkesztője és az FSM alapítója) és Will Johnston szerkesztővel (a Play és a Play Gamer szerkesztője). 

## Külső hivatkozások
- A 360 Gamer hivatalos weboldala (angolul)
- A 360 Gamer a Twitter]en (angolul)